# Eliades Ochoa
Eliades Ochoa Bustamante (Loma de la Avispa, Santiago de Cuba,  Cuba, 22 de junio de 1946) es un guitarrista y cantante cubano. Es una de las estrellas del Buena Vista Social Club y es además líder del Cuarteto Patria. 

## Carrera profesional
Eliades Ochoa Bustamante nació el 22 de junio de 1946 en el poblado de Songo-La Maya, en Santiago de Cuba, en un lugar llamado La Loma de la Avispa.
Comenzó a tocar la guitarra con seis años de manera autodidacta. Sus padres eran de procedencia campesina y músicos naturales. Su madre tocaba el tres, al igual que su padre Aristónico Ochoa. 
Creció escuchando sones montunos y guarachas, al igual que sus hermanos, quienes también tocaban la guitarra y cantaban. Haber nacido en la campiña cubana, escuchando las anécdotas de aquella época y asistiendo a los guateques campesinos, dio como resultado un arte totalmente autodidacta con un marcado estilo, que le ha permitido ser compositor y arreglista de sus propios temas.
1971: Ingresa al Quinteto de la Trova y posteriormente al Septeto Típico Oriental. Por esta misma fecha, fue aceptado oficialmente en la Casa de la Trova de Santiago de Cuba, para presentarse allí de manera habitual.
1978: Comienza a formar parte del Cuarteto Patria, por una propuesta que le hizo Francisco Cobas “Pancho”, fundador de la Vieja Trova Santiaguera. Eliades asimiló el repertorio del Patria con su estilo propio, demostró la capacidad de introspectiva y en el plano formal los recursos expresivos con que contaba le sirvieron como gancho para mostrar el amor por la música cubana. Su estilo como guitarrista le imprimió un nuevo sello al grupo.
1997: Obtiene el Premio Grammy por el CD Buena Vista Social Club, en la categoría Música Tropical. En el disco participaron estrellas de la música cubana como Juan de Marcos, Rubén González, Raúl Planas, Compay Segundo, Pío Leyva, Ibrahim Ferrer, Manuel Licea (Puntillita), Manuel Mirabal (El guajiro) y los americanos Ry y Joachim Cooder. Por este álbum recibieron además, varios discos de oro y platino.
1999: Es nominado a los Premios Oscar junto a los músicos del Buena Vista Social Club por el filme homónimo, dirigido por Wim Wenders y con la producción de Ry Cooder.
2010: Los artistas malienses Toumani Diabaté, Bassekou Kouyate, Kasse Mady Diabaté, Djelimady Tounkara, Fode Lassana Diabaté y Baba Sissoko grabaron con Eliades el fonograma Afrocubism, seleccionado por la National Geographic como “mejor disco del mundo”. Esta producción musical se gestó en el año 1996, pero debido a razones logísticas los artistas africanos no pudieron venir a Cuba. El proyecto finalmente se desarrolló con el nombre de Buena Vista Social Club, y solo incluyó a músicos cubanos. Por suerte, en el 2010 ese antiguo sueño musical pudo hacerse realidad.
En el 2012 gana el Grammy Latino con su disco "Un bolero para ti" en la categoría Mejor Álbum de Música Tropical Tradicional, en 2016 gana un Premio Billboard como parte del grupo Buena Vista Social Club con el álbum Lost and Found, además en 2018 gana el premio Latin Award en Canadá. 
2016: Termina la gira Adiós Tour del Buena Vista Social Club con un concierto en el Teatro Karl Marx.
En sus conciertos ha compartido escenario con jóvenes cantantes cubanos como Luna Manzanares, Descemer Bueno, Dúo Melodías Cubanas, Claudio Rodríguez, Cristian Alejandro, Idania Valdés, entre otros.
En 2021 colabora con el artista C. Tangana, en el sencillo "Muriendo de envidia" dentro del álbum El madrileño.

## Buena Vista Social Club
En 1996 el guitarrista y productor Ry Cooder viajó a La Habana para participar en un proyecto de fusión entre músicos africanos y cubanos.
Los argelinos no pudieron llegar a Cuba por problemas migratorios y Ry aprovechó la oportunidad para encontrar, junto a su hijo Joachim, artistas cubanos para una grabación de sones tradicionales. Los músicos que acudieron al llamado formaron parte del álbum Buena Vista Social Club sin apenas imaginar en el fenómeno que se convertirían. Eliades llega al Buena Vista gracias al músico Juan de Marcos González quien hace un llamado a través de un programa radial de La Habana, dirigido por Eduardo Rosillo, donde pide locarlizar urgentemente a Eliades que vivía en Santiago de Cuba.
El disco, que incluyó temas clásicos cubanos como Chan Chan, El cuarto de Tula y El carretero, se volvió todo un éxito y fue presentado en Ámsterdam.
Wim Wenders grabó los conciertos del Buena Vista en Ámsterdam y New York. De ambas grabaciones salió el documental, que incluyó además entrevistas a los músicos. El filme recibió una nominación al Oscar y unos cuantos premios como el European Film Awards.
Uno de los éxitos fundamentales del documental es que logró atraer la atención por la música cubana en el mundo.
Han atesorado importantes premios y reconocimientos, como el Grammy (1997) en la categoría de Música Tropical por el disco Buena Vista Social Club, Grammy por el disco Lost and Found así como Discos de Oro y Plata por las numerosas copias vendidas en países como Holanda, Francia, Dinamarca, Estados Unidos y Japón. 
En octubre de 2015 en el contexto del restablecimiento de las relaciones entre Cuba y Estados Unidos, el Buena Vista Social Club se convirtió en la primera agrupación cubana que se ha presentado en la Casa Blanca.

## Cuarteto Patria
El Cuarteto Patria se creó en Santiago de Cuba el 7 de noviembre de 1939 por Francisco Cobas la O (Pancho).
En sus inicios lo integraban por Emilia García, Pancho, Rigoberto Hechavarría (Maduro), Feliberto y en algunas ocasiones se les unía un músico de apellido Corales que tocaba la botija, un instrumento con un sonido muy peculiar que actualmente está casi en desuso. La música que interpretaban era heredada de Ñico Saquito, Miguel Matamoros y Los Compadres. 
El nombre de Patria lo adquirió porque así se titulaba el periódico fundado y dirigido por José Martí y por ser además el seudónimo de Emilia García, quien había colaborado en las luchas revolucionarias y a quién los músicos decidieron honrar de este modo.
Normalmente se presentaban en carnavales, fiestas populares, daban serenatas, descargaban en bares y cafeterías. Compartían con músicos como Pucho El Pollero, Ángel Almenares, Emiliano Bles, Salvador Adams, Ramón Márquez, el Chino, Cornelio y Manolo Castillo.
En 1978 Francisco Cobas, director del Cuarteto en aquel entonces, le propuso a Eliades su lugar, quien lo asumió a principios de 1979. Desde entonces, la dirección musical de Eliades ha intentado que el grupo mantenga con elegancia la interpretación de la música tradicional cubana con sones montunos, guajiras, changüíes, guarachas y boleros. Transformó el formato original del grupo agregando percusión, guitarras, bongó, cencerros, claves y luego contrabajo, trompetas y un trabajo vocal. Su estilo como guitarrista le imprimió un sello distintivo.
En 1979 fueron seleccionados como Mejor Grupo de Música Tradicional Cubana y en 1980 participan en el Festival Internacional de Varadero y realizan la primera grabación de un disco en los estudios Siboney de Santiago de Cuba con el título “Harina de maíz criolla”.
En 1986 a través de Francisco Cobas, Eliades conoció a Francisco Repilado (Compay Segundo), quien se había alejado de la interpretación musical y se estaba dedicando a la composición y a hacer tabacos. Compay le entregó a Eliades un casete con algunos temas que pudiera incorporar al repertorio del grupo, entre los que se encontraba el Chan Chan. A partir de ese momento se suman temas de Compay, quien además se une en algunas presentaciones como las realizadas en Martinica, Guadalupe y Santo Domingo.
Ambos músicos cultivaron una gran amistad que trajo como resultado el regreso de Compay a los escenarios de la música cubana.
En 1989, Compay participó como invitado del Grupo Patria en el XX Festival de Culturas Tradicionales, el Smithsonian Folkways en Washington.
Allí recibieron reconocimientos por difundir la cultura tradicional cubana. Luego de estos encuentros se realizó la grabación del segundo disco del grupo titulado “Chanchaneando con Compay Segundo”.
Han realizado giras por Guadalupe, Martinica, Granada, Curazao, Nicaragua, Brasil, República Dominicana, Estados Unidos, Canadá, España, Francia, Países Bajos, Italia, Japón, Alemania, entre otros. En algunos de esos países recibieron discos de Oro y Platino por las elevadas cifras de ventas.

## Discografía
1980	Harina de maíz criolla
1980	Son de Oriente
1982	María Cristina me quiere gobernar
1989	Chanchaneando con Compay Segundo
1993	A una coqueta
1993	Se soltó un león
1992	La parranda del Teror con el Cuarteto Patria
1995	La trova de Santiago de Cuba. ¡Ay, mamá, qué bueno!
1996	Eliades Ochoa y el Cuarteto Patria
1996	Buena Vista Social Club
1996	CubÁfrica
1998	Cuidadito Compay gallo...que llegó el perico
1999	Continental Drifter
1999	Sublime Ilusión
2000	Grandes éxitos de Eliades Ochoa
2000	Tributo al Cuarteto Patria
2002	Estoy como nunca
2004	Un guajiro sin fronteras
2005	Las 5 leyendas
2010	AfroCubism
2011	Un Bolero Para Ti 
2011	Mi guitarra canta
2011	Eliades y la Banda del Jigüe
2012	Lo más reciente de Eliades Ochoa 
2014	El Eliades que Soy 
2015 Lost and Found
2016	Los años no determinan
2016	Guajira mas guajira
2023    Guajiro

## Colaboraciones
1996	Manu Dibango, CD CubÁfrica
1996	Bévinda, CD 	Hasta siempre comandante
1998	Cyrius Martínez, CD De Santiago a Baracoa
1999	Charlie Musselwhite, CD Continental Drifter
1999	Hermanas Ferrín, CD Mi linda guajira
1999	Moncho (Ramón Calabuch Batista), CD Quédate conmigo
2000	Luis Eduardo Aute, CD Mira que eres canalla Aute!
2001	Jarabe de palo, CD De vuelta y vuelta
2004	Blof Umoja, CD Umoja
2010	Buena Fe, CD Pi 3,14
2010	William Vivianco, CD El mundo está cambiao
2011	Enrique Bunbury, CD Licenciado Cantinas
2011	Lia (Ofelia), CD Lia, océano de amor
2013	David Blanco, CD Amigos
2013	Bob Dylan, CD From another world
2014	Pupy y los que son (César Pedroso), CD Sin límites
2016	María Ochoa, CD Guajira más Guajira
2021 C. Tangana, CD El Madrileño
- Datos: Q988845
- Multimedia: Eliades Ochoa / Q988845